# Инцидент с поисками сокровищ в Уннао
В октябре 2013 года в деревне Сангрампур (Даундия Кхера), расположенной в округе Уннао индийского штата Уттар-Прадеш, местному предсказателю Шобхану Саркару привиделось во сне 1000 тонн золота, погребённых в развалинах форта жившего в XIX веке заминдара Рао Рам Бакш Сингха. Запрос на возможность проведения археологических раскопок предполагаемого клада Саркар направил президенту Индии, Министерству горнодобывающей промышленности Индии и Археологическому управлению Индии. Раскопки были начаты 18 октября 2013 года. 29 октября 2013 года Археологическое управление Индии заявило, что в указанном месте золота обнаружено не было, и прекратило работы. Однако обнародованное позднее в тот же день сообщение указывало, что директор Археологического управления Индии Парвин Шривастав заявил о планируемом расширении области раскопок, при этом он уточнил, что работа двенадцати членов экспедиции остановлена не была. В конце концов, раскопки были прекращены в ноябре 2013 года.

## История деревни
Деревня Сангрампур, также известная как Даундия Кхера, расположена в техсиле города Бигхапур округа Уннао, находящегося в 100 км южнее города Лакхнау индийского штата Уттар-Прадеш. Согласно переписи 2001 года, деревня имеет 469 домохозяйств и население численностью 2672 человека.
В XIX веке индолог Александр Каннингем, основатель Археологического управления Индии, высказывал предположение, что данная местность может быть соотнесена с Хаямукхой, посещённой китайским путешественником VII века н. э. Сюаньцзаном, в которой он отметил пять буддийских монастырей с более чем тысячью членами школы Самматия. Каннингем отмечал высокую вероятность идентичности Сангрампуры и Хаямукхи, но признавал также и значительное различие между описанием местности VII века и современным ему состоянием. В своих рассуждениях он опирался, в том числе, и на точку зрения другого британского учёного, Джеймса Тода, репутация которого как надёжного историка ныне подвергается сомнению.

## Предыстория инцидента
В сентябре 2013 года местный служитель религиозного культа Шобхан Саркар, почитаемый также как махант (религиозный лидер), заявил, что заминдар Рам Бакш Сингх, правивший Даундией Кхерой в XIX веке, явился ему во сне и рассказал про 1000 тонн золота, закопанных под его дворцом. В интервью The Wall Street Journal Саркар заявил, что призрака волнует состояние индийской экономики, и он хочет, чтобы сокровище было использовано для увеличения экономического роста страны. Саркар объявил сон «божественным вмешательством», однако рассказывать, почему и каким образом только ему стало известно о зарытых сокровищах, он не стал. Британцы повесили Сингха в 1857 году в связи с его причастностью к восстанию сипаев и разрушили его дворец. Про своё видение Саркар написал премьер-министру, президенту и археологическому управлению Индии (АУИ), однако его послания были проигнорированы. По сообщению одних источников Саркар затем обратился к Чарану Дасу Маханту, государственному министру сельского хозяйства и пищевой промышленности в правительстве Индии, в то время как другие заявляют, что министр услышал эту историю от одного эксперта из Канпура, регулярно с ним общающегося.
Министр Махант посетил предполагаемое место захоронения сокровищ 22 сентября 2013 года и затем убедил АУИ и организацию геологического обследования Индии (ОГОИ) проинспектировать данную местность. Направленная археологическим управлением группа прибыла на место 12 октября и пробурила две пробных скважины в указанном Саркаром участке. АУИ заявило о том, что было замечено присутствие металла на уровне 20 метров ниже поверхности земли. ОГОИ также подтвердила заметную немагнитную аномальную зону, встречающуюся на глубине от 5 до 20 метров, свидетельствующую о возможном немагнитном металлическом материале или сплаве. Археологическое управление Индии объявило о начале раскопок, к которым приступило 18 октября 2013 года.

## Раскопки
Министерство культуры Индии заявило, что достижение глубины залегания возможных археологических материалов займёт от двух до трёх недель, тогда как представителями АУИ, побывавших на месте, сроки раскопок определялись месяцами и даже годами, вследствие использования только простейших инструментов, таких как мотыга, кирка и пр. АУИ определило зону раскопок в 80 метров с востока на запад и 40 метров с севера на юг рядом с руинами форта. Команда из 12 археологов АУИ, возглавляемых заместителем директора П. К. Мишром, начала раскопки в присутствии официальных административных лиц округа Уннао. Было произведено 10 раскопов, каждый площадью 100 квадратных футов (около 9 квадратных метров). Присутствовали сотни зрителей, передвижная телевизионная станция и десятки журналистов различных информагентств. Для усиления безопасности, учитывая большое скопление людей, были задействованы крупные силы полиции и установлены камеры видеонаблюдения, снабжённые приборами ночного видения. 21 октября дополнительный директор АУИ доктор Б. Р. Мани заявил, что после углубления на 48 см были найдены остатки кирпичной стены, керамики, украшений и пр., которые можно датировать XVII—XIX веками н. э. К 24 октября раскопки углубились до 217 см, а к 2 ноябрю АУИ достигло глубины 517 см. Представитель местной администрации Виджай Шанкер Дубей заявил, что были раскопаны ещё 70 и 30 см соответственно в двух блоках после обрушения фундамента форта, но на 15-й день с начала раскопок никаких следов сокровищ не обнаружено.

## Развитие
Реагируя на сообщения СМИ о том, что правительство Индии проводит раскопки на основании сна Шобхана Саркара, Министерство культуры Индии выпустило заявление, что проведение раскопок осуществлялось на основании доклада Организации геологического обследования Индии, осуществившей обследование местности георадаром и сообщившей о присутствии «немагнитной аномальной зоны на уровне 5—20 метров ниже поверхности земли, возможно указывающей на немагнитный металлический материал или сплав». Дополнительный генеральный директор АУИ доктор Б. Р. Мани опроверг сообщения СМИ о начале раскопок на основании сна садху (отшельника), в то время как директор по геологоразведке АУИ выразил сомнение относительно возможности найти золотой клад в ходе раскопок. Несколько заинтересованных сторон высказали свои претензии на долю в возможных сокровищах. Один из потомков заминдара, Нивчанди Вир Пратар Сингх, также заявил о своих правах. Всеиндийское сообщество кшатриев Махасангх тоже выразило свои претензии на предполагаемые сокровища, обосновывая это принадлежностью Рао Рам Бакш Сингха к варне кшатриев. Тому же самому предсказателю Шобхану Саркару приснился другой сон, и он заявил, что 2500 тон золота спрятаны святыми под чабутрой (башней) Шивы ашрамы (обители) Брахмы в деревне Адампур округа Фатехпур штата Уттар-Прадеш. Сообщалось, что Шобхан Саркар письменно информировал администрацию округа о своём сне. В ночь на 19 октября 2013 года группа людей, угрожая оружием, заперла смотрителя Швами Мохандаса внутри древнего храма Шивы и начала раскопки с целью поиска предполагаемых сокровищ. Некоторые жители утверждают, что спрятанное золото было унесено этими грабителями.
Был подан иск для защиты общественных интересов в Верховный суд Индии, требующий от суда указаний для осуществления надлежащих мероприятий по охране и защите предполагаемых спрятанных сокровищ. 21 октября суд отверг иск, заявив, что не в его компетенции издавать распоряжения, базирующихся на «почве предположений».

### Реакция
Бывший президент Индии Абдул Калам сказал: «по-моему мнению, наука не допускает никаких догадок. Они [раскопки АУИ] должны были иметь определённые логические основания». Член Индийской народной партии Нарендра Моди поднял правительство на смех, заявив: «Из-за этих ненормальных действий весь мир смеётся над нами. Кому-то что-то приснилось, и правительство инициирует раскопки». Лидер Партии национального конгресса Шарад Павар сказал, что «это ведёт к росту „бувабаджи“ (поощрения суеверия религиозными деятелями) в обществе», добавив, что «правительственные учреждения не должны участвовать в подобных мероприятиях». Тысячи зрителей собрались для наблюдения за раскопками. Десятки индийских и иностранных телевизионных журналистов транслировали это событие. Некоторые СМИ сравнили журналистский ажиотаж с показанным в комедии 2010 года «Жизнь Пипли». Корреспондент Аль-Джазиры подытожил весь спектакль, сказав: «Мы все слышали о том, что Индия — это страна заклинателей змей. После всего этого мы готовы в это поверить». Еженедельник India Today назвал раскопки «идиотическим безумием» и добавил: «если эта охота за золотом окончится обнаружением хотя бы килограмма жёлтого металла, мы обречены. И без того уже откровенно суеверная страна устремится к самопровозглашённым святым и осыпет их золотом».